# Vitellinus approximatus
Vitellinus approximatus es una especie de coleóptero de la familia Passalidae.

## Distribución geográfica
Habita en Madagascar.